# Антон Попов (географ)
Вижте пояснителната страница за други личности с името Антон Попов.
Антон Попов е български географ, професор в катедра Картография и географски информационни системи, Геолого-географски факултет на Софийски университет „Св. Климент Охридски“.
Роден е през 1956 г. в Стара Загора. През 1979 г. завършва география в Софийски университет „Св. Климент Охридски“. В периода 1982 – 1986 г. е редовен докторант в Московския държавен университет „М. В. Ломоносов“, където защитава дисертация на тема „Агроэкологический потенциал природных комплексов Верхнефракийской низменности и некоторые проблемы его рационального использования“. От 1986 г. е асистент, а през 1994 г. е хабилитиран за доцент. В периода 1995 – 2002 г. е ръководител на катедра Ландшафтознание и опазване на природата среда, а от 2002 г. е преподавател в катедра Картография и географски информационни системи.
Интересите на Антон Попов са в областта на физическата география, опазването на околната среда, ландшафтната екология, агроекологията и ГИС.
През 1990 г. участва в разработването на проекти за регионално развитие на провинциите Бенгела и Кабинда, финансирани от Световната банка. През 1994 г. – в разработването на българо-американски научен проект „България в преход“ с университетите в Индиана, Пенсилвания и в Лексингтън, Кентъки. През 1997 – 1998 г. участва в разработването на съвместен образователен проект по Международна програма за управление на природните ресурси и околната среда с Бранденбургския технически университет в Котбус, а през 2000 и 2001 г. – в международен проект за дистанционно обучение по програма Сократес на Европейския съюз, съвместно с университетите в Хановер, Бристол и Варшава. През 1998 г. участва в европейската конференция на деканите на природните факултети в Марсилия. През 2000 и 2002 г. специализира ГИС в университета в Индиана, Пенсилвания.